# Локомотиви БДЖ 151-157
Задълженията по договора за построяването на линията Цариброд-София-Вакарел от предприемача Иван Грозев включвали и доставката на подвижен състав, който включвал и 7 пътнически и 7 товарни локомотива. Така през 1888 г. пристигат локомотивите 151-157. Това са първите локомотиви, поръчани от българското правителство чрез строителното предприятие. Строени са в „Staatseisenbahn-Gesellschaft - Wien“. Първоначално са номерирани от 1 до 7. След пристигането на първите два бързоходни локомотива през 1897 г. и даването на № 1 и 2 на тях, машините са преномерирани от 21 до 27, а от 1908 г. получават номерата 151 – 157.
Те са триосни, с водеща втора сцепна колоос. Локомотивът е без спирачка. Ръчна има само тендерът, действаща върху всички колооси. Самият той е триосен. Експлоатацията им преминава основно по линията Цариброд-София-Вакарел, където обслужват всички пътнически влакове. Впоследствие локомотиви 156 и 157 са прехвърлени на линията Ямбол-Бургас. Основната разлика между локомотиви 151 – 155 и 156 – 157 е, че последните имат върху котела си два парни дома, свързани чрез широка сухопарна тръба. Бракувани са през 1921 г. поради старост и недостатъчни теглителни способности. Някои от тях продължават да се използват за спомагателни дейности и унищожени към 1925 г.

## Експлоатационни и фабрични данни за локомотивите[1]
| Експлоатационен номер | Експлоатационен номер | Експлоатационен номер | име на локомотива                 | фабр. №/ година | Бележки           |
| доставен              | от 1897 г.            | от 1908 г.            | име на локомотива                 | фабр. №/ година | Бележки           |
| --------------------- | --------------------- | --------------------- | --------------------------------- | --------------- | ----------------- |
| 1                     | 21                    | 151                   | „Искър“                           | 1970/1887       | Бракувани 1921 г. |
| 2                     | 22                    | 152                   | „Струма“                          | 1971/1887       | Бракувани 1921 г. |
| 3                     | 23                    | 153                   | „Марица“                          | 1972/1887       | Бракувани 1921 г. |
| 4                     | 24                    | 154                   | „Янтра“                           | 1973/1887       | Бракувани 1921 г. |
| 5                     | 24                    | 155                   | „Росица“ (по-късно – „Фердинанд“) | 1974/1887       | Бракувани 1921 г. |
| 6                     | 26                    | 156                   | „Цар“                             | 2144/1890       | Бракувани 1921 г. |
| 7                     | 27                    | 157                   | „Кобург“                          | 2145/1890       | Бракувани 1921 г. |